# Stanley Esser
Stanley Karel "Kai" Esser (Curaçao, 29 december 1943) (Curaçao, 1 december 2020) Was een Antilliaans crimineel, die in de jaren-70 actief was in de hasjhandel met Etienne Urka en Klaas Bruinsma.

## Biografie
Stanley kwam op jonge leeftijd naar Nederland. Nadat hij zich eerst bezighoudt met sigarettensmokkel begon hij halverwege de jaren-70 met het smokkelen van hasj uit Libanon en Afghanistan naar Nederland. Langzaam werkte hij zich op naar de top in de smokkelwereld. Halverwege de jaren-80 stond hij aan het hoofd van een wereldwijde organisatie. De geschatte omzet van deze organisatie was veertig ton hasj per jaar. Stanley werkte toen samen met onder meer Klaas Bruinsma. Ook zou Stanley contacten onderhouden met Johan Verhoek. In die periode zou hij zelf een geschatte omzet van 500 miljoen gulden hebben. Stanley werd ook een keer neergeschoten.
In 1986 wordt hij voor het eerst opgepakt en werd in november 1986 veroordeeld tot zeven jaar cel, waarvan hij anderhalf jaar uitzat. In 1991 wordt Stanley opnieuw aangehouden en wordt hij tot 6 jaar cel veroordeeld maar wordt echter pas gearresteerd in december 1994  en komt wegens gebrek aan bewijs In november 1996 vrij.
Stanley Esser is op 1 december 2020 op 77-jarige leeftijd overleden.